# 롱괴유-위니베르시테 드 셰르브루크역
롱괴유-위니베르시테 드 셰르브루크역 (Station Longueuil–Université-de-Sherbrooke) 또는 롱괴유역 (Station Longueuil)은 롱괴유 구도심에 위치한 몬트리올 지하철의 노란색 선 종착역이다. 이 역은 셰르브루크 대학교 캠퍼스와 연결되어 있다.
롱괴유역은 몬트리올 섬 남쪽의 대중교통 중심지로서, 몬트리올 지하철에서 섬 남쪽의 모든 버스는 몬트리올 지역에서 가장 승객이 많은 롱괴유 터미널에 정차한다.

## 역 구조
이 역은 일반적인 상대식 승강장 역으로, 매표소가 출발 승강장 바로 앞에 설치되어있는 관계로 반대편 승강장으로 이동하려면 개찰구 밖으로 나가 별도의 요금을 내야 한다. 롱괴유역은 롱괴유 터미널과 연결되어있으며 인근의 여러 건물과 고가 통로로 연결되어 있다.

## 역명
이 역은 개통 당시 롱괴유역으로 개통하였으나 2003년 9월 26일에 셰르브루크 대학교 캠퍼스가 인접해있는 점을 감안하여 대학교 이름을 따서 오늘날의 이름이 되었다. 하지만 지역 주민들은 역 이름이 긴 관계로 '롱괴유역'으로 통칭한다.

## 요금
롱괴유역에서 사용할 수 있는 요금은 STM의 일회권, 2회권, 저녁 무제한, 1일권, 주말권, 3일권, 단체 승차권, 공항버스 승차권 및 ARTM에서 발행하는 TRAM 정기권 3-8구역 등으로 10회권, 1주일권, 1개월권과 4개월권은 이용할 수 없다.

## 버스 연결편
롱괴유-위니베르시테 드 셰르브루크역에서 갈아탈 수 있는 버스는 롱괴유 터미널 문서를 참고한다.

## 근처 명소
- 셰르브루크 대학교 롱괴유 캠퍼스
- 플라스 롱괴유 (Place Longueuil)
- 생람베르 샹플랭 지역대학

## 인접한 역
| 노란색 선                | 노란색 선 | 노란색 선 |
| ------------------------ | --------- | --------- |
| 장 드라포 베리-UQAM 방면 | 노란색 선 | 시·종착역 |